# نسة السفلي (سبيدار)
نسة السفلی (بالفارسية: نسه سفلی) هي قرية تقع في إيران في قسم سبیدار الريفي. يقدر عدد سكانها بـ 110 نسمة بحسب إحصاء 2016.